# Museo del merletto (Burano)
Il museo del merletto ha sede nello storico palazzetto del Podestà di Torcello, in Piazza Galuppi a Burano, già sede dal 1872 al 1970 della celebre Scuola del merletto. 
In un allestimento suggestivo, che porta anche all'interno del museo la policromia tipica dell'isola di Burano, sono esposti rari e preziosi esemplari che offrono una completa panoramica delle vicende storiche e artistiche dei merletti veneziani e lagunari dall'origine ai nostri giorni. 
Durante l'orario di apertura del museo è possibile vedere all'opera le maestre merlettaie, depositarie di un'arte tramandata di generazione in generazione.

## Storia
In seguito alla chiusura della storica Scuola dei merletti di Burano (inaugurata nel 1872 per volere della contessa Andriana Marcello, che voleva preservare e tale tradizione secolare e rilanciarla come risorsa economica) venne istituita una fondazione nel 1978 per riscoprire e valorizzare l'arte del merletto. Fu catalogato e riordinato l'archivio storico della scuola, l'edificio fu restaurato, e nel 1981 venne ufficialmente aperto il museo, con l'esposizione di un centinaio di merletti, disegni e documenti storici dal XVI al XX secolo.
Nel 1995 il museo del merletto venne incluso nel circuito della fondazione Musei Civici di Venezia (MUVE). A seguito di un'importante opera di restauro, il museo è stato riaperto nel 2011 con una nuova e più ampia esposizione.

## Esposizione
Il percorso espositivo parte al piano terra del museo, ove alcuni pannelli informativi illustrano la tecnica di realizzazione e i punti più diffusi (tra cui il punto Venezia e il punto Burano).
La visita continua al primo piano in ordine cronologico attraverso quattro sale, in cui sono esposti complessivamente circa 200 merletti, inclusi alcuni esemplari rari e preziosi, che testimoniano l'evoluzione della tecnica di realizzazione dal Rinascimento all'Ottocento:
1. Dalle origini al secolo XVI;
2. Secolo XVII e secolo XVIII;
3. Secolo XIX e secolo XX;
4. La Scuola dei Merletti di Burano (1872-1970).

È poi presente uno spazio dedicato al Premio Burano, in cui sono esposti dipinti e opere grafiche premiate nelle quattro edizioni del concorso d'arte (1946, 1951, 1953 e 1956).